# Niger Basin Authority

Das Niger-Bassin und die davon berührten Staaten

Die Niger Basin Authority (NBA) (französisch Autorité du Bassin du Niger - ABN) ist eine Zwischenstaatliche Organisation in Westafrika, die die Kooperation der Nigeranrainerstaaten im Management und bei der Entwicklung der Ressourcen des Nigerbeckens zum Ziel hat. Sitz der Organisation ist Niamey, ihr gehören alle Staaten des Nigerbeckens an (Benin, Burkina Faso, Kamerun, Tschad, Elfenbeinküste, Guinea, Mali, Niger und Nigeria). Die Arbeitssprachen sind Englisch und Französisch.
Die Vorläuferorganisation, die Niger-Kommission, wurde 1964 in Faranah in Guinea gegründet und 1981 in der jetzigen Form wiederbelebt. Die Gründung der Niger-Kommission wurde durch die Tennessee Valley Authority inspiriert.  